# Карбоксиметиллизин
N(6)-карбоксиметиллизин — производное лизина, образующееся в процессе реакции Майяра, самый распространённый конечный продукт гликирования. Является биомаркёром диабета.